# Christoph Hildebrand

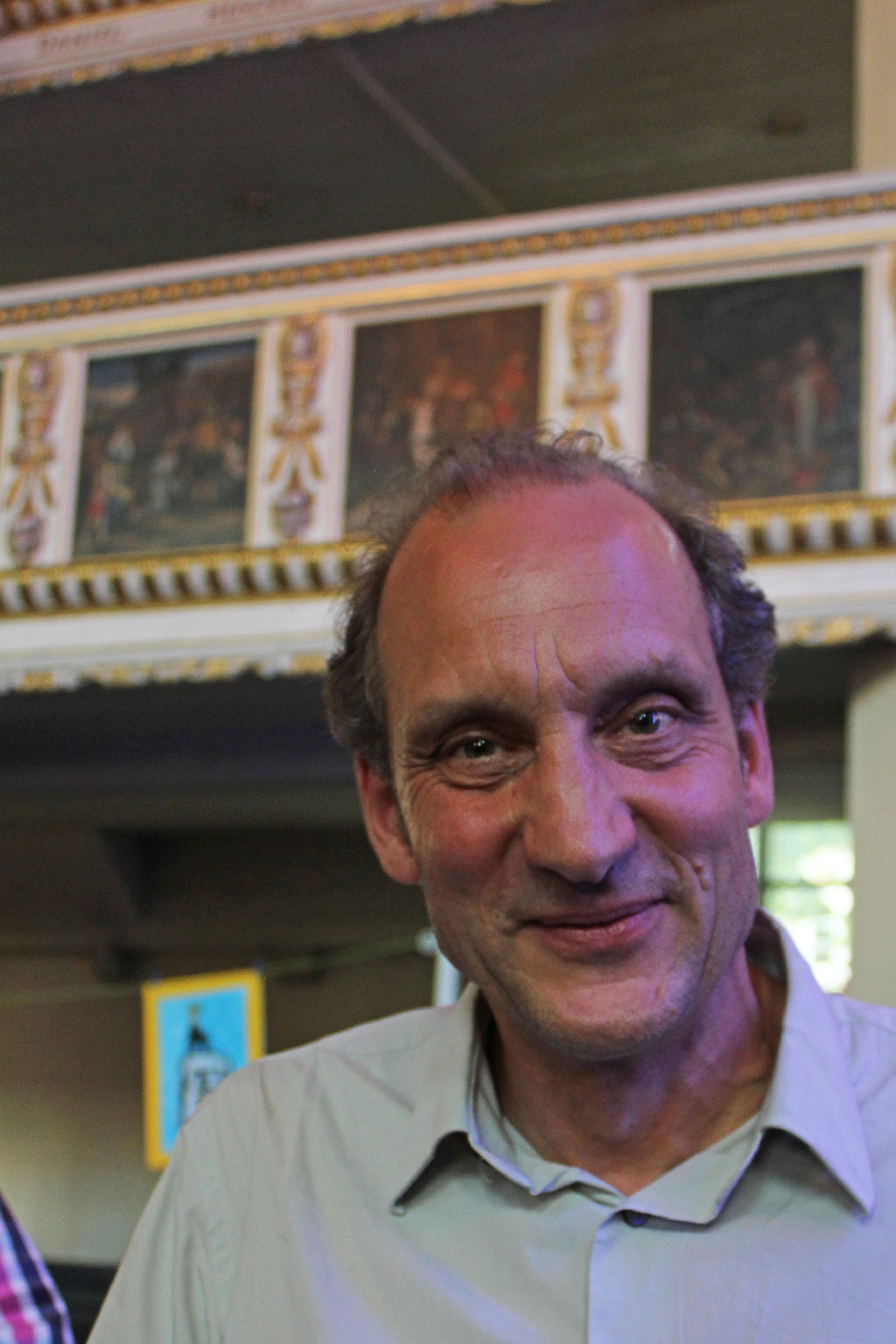
Christoph Hildebrand, 2014

Christoph Hildebrand (* 1959 in Emmendingen) ist ein deutscher Bildender Künstler und Installationskünstler. 

## Leben
Christoph Hildebrand studierte von 1977 bis 1988 Mathematik, Physik, Architektur und Kunst in Freiburg, Wien und Berlin. 1985 schloss er mit dem Magister Artium an der Hochschule für angewandte Kunst Wien ab, wo er bis 1988 Meisterschüler war. Von 1988 bis 1991 hatte er ein Stipendium der Wehrle-Werk Stiftung Emmendingen und 1991/92 ein Auslandsstipendium des Berliner Künstlerprogramms des DAAD im australischen Melbourne. 1992/93 war er Visiting Artist der School of Media Art am College of Fine Arts der University of New South Wales in Sydney.
Hildebrand arbeitet mit unterschiedlichsten Materialien, „vom Betonfertigteil über Kinderspielzeug bis zu elektronischen Laufschriften und digital animierten Neonkonturen, aus denen er sowohl handliche Multiples als auch fassadenfüllende Lichtskulpturen kreiert.“ Seine Kunst im öffentlichen Raum installierte er in Deutschland und anderen Staaten.
Christoph Hildebrand lebt und arbeitet in Essen und Berlin.

## Ausstellungen (Auswahl)
- 1993: Sydney, 3. International Symposium on Electronic Arts[2]
- 2004: European Media Art Festival Osnabrück, Installation WORDS[3][2]
- 2008: Peking: National Art Museum of China[2]
- 2014: Kunstmuseum Celle: Lichtkreuzung, Lichtinstallation in der Stadtkirche St. Marien[4]

## Werke (Auswahl)
- 2003: Lichtpromenade Lippstadt, Arche.[5]
- 2010: RUHR.2010 – Kulturhauptstadt Europas: Time, Installation von zwanzig unterschiedlich großen Uhren am Regattaturm am Baldeneysee in Essen.[6]